# Júnior Negão
Júnior Negão (ur. 29 marca 1965 w Rio de Janeiro w Brazylii) – jeden z najbardziej utytułowanych zawodników w historii beach soccera. Z reprezentacją zdobył 12 tytułów mistrza świata i kilka razy został wybierany na najlepszego piłkarza globu. Dysponuje potężnym uderzeniem prawą nogą. W reprezentacji był kapitanem. Po MŚ 08 zakończył karierę reprezentacyjną. Obecnie jest trenerem drużyny narodowej.